# Anamera concolor
Anamera concolor là một loài bọ cánh cứng trong họ Cerambycidae.